# Гуго XII де Лузиньян
Гуго XII де Лузиньян (фр. Hugues XII de Lusignan, ум. 1270), по прозвищу le Brun — сеньор де Лузиньян, граф де Ла Марш и д’Ангулем.
Сын Гуго XI де Лузиньяна, графа де Ла Марш и д'Ангулем, и Иоланды Бретонской. Наследовал отцу в 1250, до 1256 находился под опекой матери.
Женился 29 января 1254 на Жанне де Фужер, дочери и наследнице Рауля III, сеньора де Фужер.
Купил в 1262 у Рено VII д’Обюссона виконтство Обюссон и присоединил его к Ла Маршу.
В 1270 сопровождал Людовика IX в крестовом походе в Тунис, и оба они стали жертвами эпидемии, поразившей лагерь крестоносцев. Король умер во время осады Туниса 25 Августа 1270. Гуго XII умер после него (до 30 октября 1270, когда было заключено перемирие с эмиром Туниса).
Дети:
- Гуго XIII де Лузиньян (1259—1303)
- Ги I де Лузиньян (ум. 1309), сеньор де Куэ, де Пейра, де Ла Фер-ан-Тарденуа.
- Иоланда де Лузиньян (1257—1314); муж: Эли Рюдель I, сеньор де Понс и де Бержерак.
- Изабелла (ум. после 1309); муж: Джон де Вески. Затем — монахиня в Фонтевро.
- Жанна (ум. 1323); муж: 1) Бернар Эзи IV, сеньор д’Альбре (ум. 1280); 2) Пьер де Жуанвиль (ум. до 1292), лорд Стентон Лейси.
- Мария; муж (1288): Этьен II (ум. 1306), граф де Сансер.